# Гурзуфский парк
Гурзуфский парк (укр. Гурзуфський парк) — ландшафтный парк на приморской скале на территории Гурзуфа (Большая Ялта). Памятник садово-паркового искусства. В настоящее время парк поделен на 2 части — собственно Гурзуфский — территория санатория, «Гурзуфский» и парк санатория «Пушкино». На территории последнего находится Республиканский музей А. С. Пушкина в Гурзуфе, дом, в котором 17 дней жил поэт. Постановлением Совета Министров Украинской ССР № 105 от 29 января 1975 года парку был присвоен статус особо охраняемой природной территории (с дополнительным примечанием, что год создания 1960). Распоряжением Совета министров Республики Крым № 69-р от 5 феврали 2015 года «Об утверждении Перечня особо охраняемых природных территорий регионального значения Республики Крым» был подтверждён статус ООПТ согласно российскому законодательству.

## Описание
Площадь парка — 12 гектар. На его территории сосредоточено более 110 видов и декоративных форм деревьев и кустарников. В парке произрастают как местные (земляничник мелкоплодный, сосна крымская, фисташка туполистная, можжевельник высокий, иглица понтийская, ладанник крымский), так и иноземные виды (кипарис вечнозелёный пирамидальный, секвойядендрон гигантский, магнолия крупноцветковая, кедр ливанский, кедр гималайский, кедр атласский, маслина европейская, кипарисовик Лавсона).

Магнолии
Топиар
Топиар
Топиар

В парке практикуется художественная стрижка растений — топиар.
В парке размещены скульптуры и фонтаны, среди которых известностью пользуются композиция фонтана «Ночь» и фонтан «Рахиль», созданные в конце XIX века. Также в парке установлены бюсты Леси Украинки, Адама Мицкевича, Пушкина, Чехова, Шаляпина, Горького, Маяковского.

## История
Современный Гурзуфский парк — старейший в Крыму, был основан при имении владельца Гурзуфа, тогдашнего новороссийского и бессарабского генерал-губернатора герцога Арман Эммануэль де Ришельё на рубеже 1810-х годов (существуют версии, что заложен ещё в 1803 году, или в 1808 году, одновременно с началом строительства усадебного дома). Вначале парк, как и собственно имение, располагался на правом берегу Авунды (сейчас — парк санатория «Пушкинский»). Именно в этом, «старом» парке, прогуливался Александр Сергеевич Пушкин, во время пребывания в Гурзуфе, здесь, у прежнего входа в дом Ришелье рос молодой кипарис, к которому у поэта возникла особая привязанность. Чуть в стороне от господского дома в 1838 году, в годовщину гибели Пушкина, тогдашним владельцем имения Иваном Ивановичем Фундуклеем был посажен платан, впоследствии известный, как «Пушкинский».

Иван Иванович Фундуклей, за почти 45 лет владения, основательно преобразовал парк, украсив его цветниками и фонтанами. В 1830-е годы И. И. Фундуклей привлекает для работы садовником бывшего помощника Н. А. Гартвиса по Никитскому саду Марко, большого специалиста в цветоводстве. После этого в Императорском ботаническом саду для украшения имения во множестве закупаются розы. Первая поставка для парка состоялось 4 апреля 1835 года — 632 саженца, в том числе 283 куста роз, 28 сентября того же года ещё 69 розовых куста и 28 октября — 822 растения. В эти же годы проводились большие работы по обустройству территории: был террасирован холм, на котором стоит дом, проложены огибающие холм аллеи и спуски к набережной. Парк украсили двумя фонтанами — в роще пиний в западной части и у фасада дома в виде чаши с развернутыми краями, формой не повторяющийся ни в одном из парков Крыма. В нижней части парка, на месте виноградников, были посажены масличные и лавровые деревья. В 1842 году в имение приходит садовник Эрнст Гуль, так же из Никитского сада. К середине 1840-х годов парк значительно увеличился, занимая вместе с фруктовой частью более 1,5 десятин. В конце 1840-х годов в имении новый садовник, а впоследствии и управляющий Авраам Адамович Дайберг — считается, что он сын одного из садовников имения М. С. Воронцова. В конце 1840-х — начале 1850-х годов для имения Гурзуф закупались как плодовые растения, так и экзоты: «1849 год — 2 камелии японские. 1850 — вновь 2 камелии японские и 4 экзота на сумму 4 руб. 30 коп. серебром». Посетившая в начале сентября 1861 года Гурзуф посетила императрица Мария Александровна «…изволила обедать, гулять и разговаривать с управляющим Дайбертом и его женою, получившими за усердие своё довольно ценные подарки». В путеводителе по Крыму М. А. Сосногоровой 1871 года о парке сказано
…парки и сады Гурзуфа отличаются как искусством своего расположения, так равно и необыкновенным богатством и разнообразием собранных в них растений; роскошные цветники, беседки и оранжереи — всё это заслуживает здесь полного внимания и осмотра путешественника, любящего изящное в природе и в искусстве. Виноградники Гурзуфа и добываемое из них вино также считаются лучшими на всем Южном берегу, и гурзуфские вина могут смело соперничать с винами иностранными
Иван Иванович Фундуклей умер в августе 1880 года и усадьба перешла к его внучатым племянницам: баронессе Варваре Григорьевне фон Врангель и Анне Григорьевне Краснокутской (супруге генерала Краснокутского) — обе урождённые Голицыны. Княгиня Е. С. Горчакова, побывавшая в Крыму в 1881 году, уже при новых владелицах, восторженно описывала парк, оставшийся после Фундуклея. Её восхищало и местоположение, и богатая растительность; извилистая, обсаженная разнообразными деревьями дорога в имение, красота и тщательность содержания цветников, оранжереи и беседки. Особо поразила княгиню канареечная беседка
…похожая на огромную клетку, наполненную птицами, преимущественно канарейками всех цветов и возрастов. На палочках и тоненьких жердочках устроены гнёзда; в самой беседке посажено хвойное деревцо и маленькие птички выводят здесь птенцов… на зиму их берут в комнату…
В мае 1881 года парк (в составе имения общей площадью 83 десятины 990 квадратных саженей), был продан наследницами, его племянницами, статскому советнику, строителю Курско-Лозово-Севастопольской железной дороги, Петру Ионовичу Губонину.
В 1882 году Губонин, прикупив располагавшееся на левом берегу реки Авунды владение князя В. И. Барятинского, с запущенным садом площадью около 4 десятин, начинает не нём строительство курорта и создание парка. Для его украшения Губонин приобрел в 1889 году на выставке в Вене фонтаны «Ночь», «Рахиль», «Дети во время дождя» (другое название «Первая любовь»), «Нимфа», «Олени» — до настоящего времени сохранились «Ночь» (также «Богиня ночи», первоначальное название «Свет») и «Рахиль» (первоначально «Гречанка»).
Григорий Москвич в путеводителе за 1912 год приводит данные, что за вход в парк с псторонних взималась плата в 15 копеек.